# François-Guillaume Ménageot

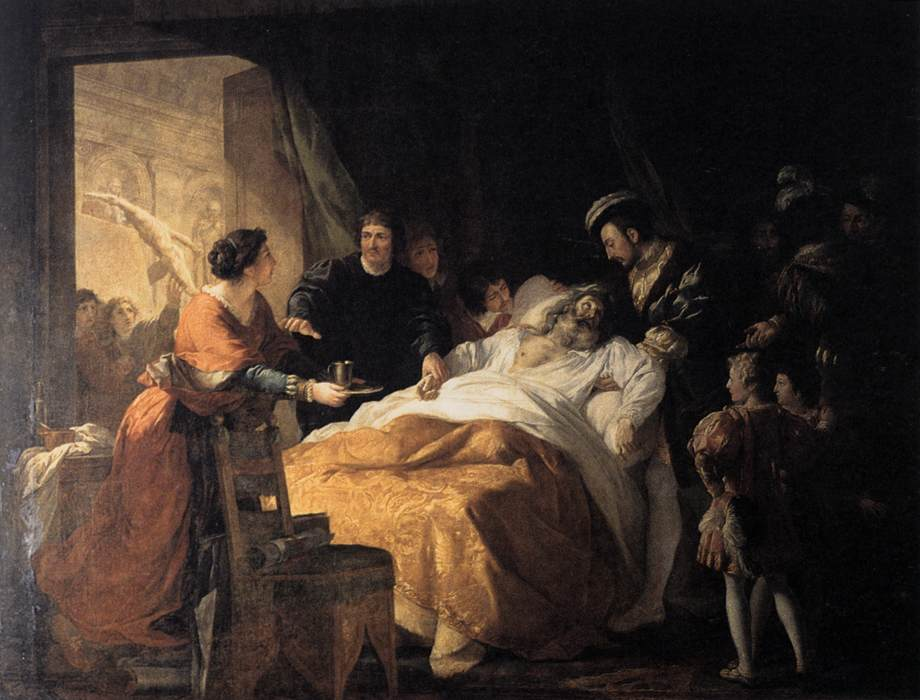
Moartea lui Leonardo da Vinci (aflat în prezent la observatorul și muzeul din Amboise).

François-Guillaume Ménageot (n. 9 iulie 1744, Londra, Regatul Marii Britanii – d. 4 octombrie 1816, Paris, Franța) a fost un pictor francez de scene religioase și istorice. Elev al lui François Boucher (1703–1770), a câștigat Marele Prix de Rome și a devenit director al Academiei Franceze din Roma, academician și membru al Institutului.

## Biografie
Ménageot s-a născut la Londra, fiul lui Augustin Ménageot (d 1784), negustor de artă și consilier al lui Denis Diderot. François-Guillaume s-a format mai întâi cu Jean-Baptiste-Henri Deshays, apoi cu Joseph-Marie Vien⁠(d) și, în cele din urmă, cu François Boucher (1703–1770), adoptând  în primele sale lucrări stilul acestuia din urmă și utilizarea culorilor calde și deschise. Tomyris din 1766, Pinging the Head of Cyrus into a Bowl of Blood (Paris, Ecole Normale Supérieure des Beaux-Arts ) a câștigat Prix de Rome și un sejur la Academia Franceză din Roma între 1769 și 1774.

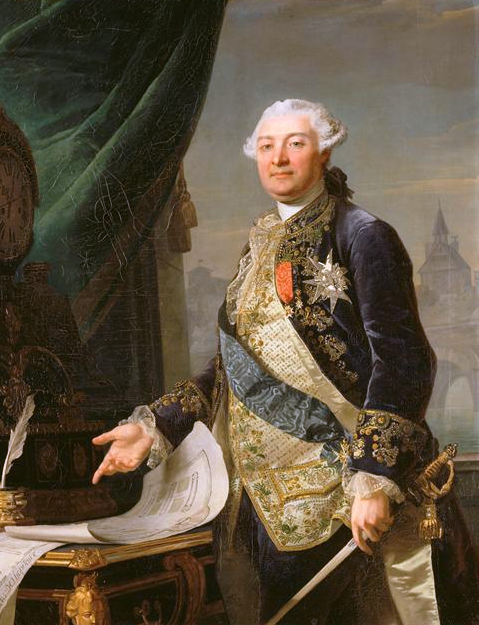
Portretul lui

Académie Royale din Paris l-a aprobat pe François-Guillaume ca pictor de istorie în 1777, iar el a expus apoi la Salon Despărțirile Polixenei de Hecuba (Chartres, Musée des Beaux-Arts), care a fost bine primită, la fel ca și lucrarea de intrare Learning Resisting the Passage of Time (1780; Paris, Ecole Normale Supérieure des Beaux-Arts) și pictura din 1781 Moartea lui Leonardo da Vinci în brațele lui Francisc I (Amboise, Hôtel de Ville). El și alți pictori au determinat pictura franceză să revină la Marele Stil, cu compoziții mai orizontale, drapaje mai sculpturale, culori mai reci și încadrate într-o arhitectură tot mai monumentală. A murit la Paris.

## Lucrări
- Tomyris aruncând capul lui Cyrus într-un bol de sânge (1766; Paris, Ecole Normale Supérieure des Beaux-Arts)
- Despărțirile Polyxenei de Hecuba (1777; Chartres, Musée des Beaux-Arts)
- Ciuma Ierusalimului (1779; Douai, Collégiale Saint-Pierre)
- Învățând să reziști la trecerea timpului (1780; Paris, Ecole Normale Supérieure des Beaux-Arts)
- Moartea lui Leonardo da Vinci în brațele lui Francisc I (1781; Amboise, Hôtel de Ville)
- Astyanax rupt din brațele lui Andromache (1783, Angers, Musée des Beaux-Arts)
- Cleopatra îi aduce ultimul omagiu lui Antoniu (1785; Angers, Musée des Beaux-Arts)
- Cumpătarea lui Scipio (1787; Muzeul Zidlochovice)
- Meleagru implorat de familia sa (1789; Paris, Luvru)
- Adorarea păstorilor, biserica Villeneuve-sur-Yonne
- Adorarea păstorilor, biserica Saint-Eustache, Paris
- Hercule odihnindu-se
- Nunta lui Auguste Amalie von Bayern cu Eugène de Beauharnais, în reședința din München la 13 ianuarie 1806
- Tullia conducându-și carul peste trupul tatălui ei [8]